# Віктор Полстер
Ві́ктор По́лстер (Victor Polster; нар. 2002, Брюссель, Бельгія) — бельгійський актор і танцівник.

## Життєпис
Віктор Полстер народився у 2002 році у Брюсселі, Бельгія. Навчається танцю у Королівській школі балету в Антверпені.
У 2018 році 16-річний Полстер дебютував як кіноактор, зігравши головну роль трансгендера-балерини Лари в дебютному повнометражному фільмі режисера Лукаса Донта «Дівчина». Стрічка була представлена в конкурсній програмі «Особливий погляд» на 71-му Каннському міжнародному кінофестивалі та була відзначена «Золотою камерою» за найкращий дебютний фільм, Призом ФІПРЕССІ та премією «Queer Palm» за найкращий фільм ЛГБТ-тематики; Віктор Полстер отримав премію «Особливого погляду» за найкращу акторську гру. У липні 2018 року Полстер отримав премію за найращу акторську гру на 9-му Одеському міжнародному кінофестивалі, де фільм «Дівчина» брав участь у міжнародній конкурсній програмі.

## Фільмографія
| Рік  |   | Українська назва | Оригінальна назва | Роль |
| ---- | - | ---------------- | ----------------- | ---- |
| 2018 | ф | Дівчина          | Girl              | Лара |

## Визнання
| Нагороди та номінації Віктора Полстера | Нагороди та номінації Віктора Полстера | Нагороди та номінації Віктора Полстера | Нагороди та номінації Віктора Полстера |
| Рік                                    | Категорія                              | Фільм                                  | Результат                              |
| -------------------------------------- | -------------------------------------- | -------------------------------------- | -------------------------------------- |
| Каннський міжнародний кінофестиваль    |                                        |                                        |                                        |
| 2018                                   | Найкраща акторська гра                 | Дівчина                                | Перемога                               |
| Одеський міжнародний кінофестиваль     |                                        |                                        |                                        |
| 2018                                   | Найкраща акторська гра                 | Дівчина                                | Перемога                               |
| Європейський кіноприз                  |                                        |                                        |                                        |
| 2018                                   | Найкращий актор                        | Дівчина                                | Номінація                              |
| Премія «Магрітт»                       |                                        |                                        |                                        |
| 2019                                   | Найкращий актор                        | Дівчина                                | Перемога                               |